# Trasferimento d'azienda
Il trasferimento d'azienda, nel diritto italiano, è la modifica di due delle componenti principali dell'azienda: la proprietà, quando l'azienda (insieme a tutta l'impresa o separatamente) viene venduta; o la sede, quando la sede legale o operativa dell'azienda viene trasferita o modificata. Nonostante siano due operazioni diverse che possono essere indipendenti, hanno diversi profili giuridici in comune in quanto, a volte, sono strettamente collegate: per esempio, si trasferisce fisicamente una fabbrica in un altro paese vendendola ad una consociata appartenente allo stesso gruppo. In ogni caso, in molte legislazioni, tutte le operazioni straordinarie o di cessione d'azienda sono considerate potenzialmente - e a volte presumibilmente (l'onere della prova sulla non elusività è in carico al trasferente) - elusive e soggette alla stessa legislazione sulla concorrenza (antitrust). L'azienda può anche essere oggetto di affitto d'azienda, operazione che rientra nella stesse legislazioni antielusive e antitrust sulle operazioni straordinarie di cui sopra.

## Vendita dell'azienda

### Normativa sul lavoro
La Legge 428/1990, esclusivamente all'art.47, e l'art. 2112 del Codice Civile disciplinano i diritti del lavoratore in materia di trasferimenti di azienda o di singole unità produttive.
La Legge 428/1990 è stata modificata nei primi 4 commi dal Decreto Lgs. 18/2001 per recepire gli obblighi di consultazione, informazione e partecipazione introdotti venti anni prima con la Direttiva dell'Unione europea 1977/87/CE e ripetuti nella 2001/23/CE.
La Direttiva ammetteva che le leggi nazionali potessero rivolgere gli obblighi di informazione in tempo utile e di consultazione, nei confronti dei diretti interessati, in mancanza di rappresentanti dei lavoratori, non designati per motivi indipendenti dalla loro volontà (art. 7, comma 6). Salvo diversa disposizione stabilita nei contratti collettivi nazionali, nelle aziende dove manca una rappresentanza sindacale, la legge italiana non prevede obblighi di preavviso o di consultazione, in merito a variazioni di sede o datore di lavoro.
Gli obblighi di informazione e consultazione in merito ai risultati economici e andamento dell'occupazione, individuale e dell'intera azienda, previsti nei confronti del sindacato, non sono estesi ai diretti interessati. Ciò vale anche in presenza del sindacato, che non è tenuto dalla legge a informare i lavoratori, o a farlo con tempestività, appena acquisite le notizie. La direttiva UE prevede di conciliare gli obblighi di informativa con le esigenze di riservatezza durante la trattative, relative sanzioni amministrative e penali, alle quali le controparti, azienda e sindacato, possono essere sottoposti.
Alienante e acquirente hanno obbligo di comunicazione scritta ai sindacati di categoria nazionali e aziendali con preavviso di almeno 20 giorni (comma 1).
Su loro richiesta scritta, acquirente e alienante sono tenuti a un esame congiunto entro una settimana, pena il reato di condotta antisindacale (comma 2). Il trasferimento di azienda non è motivo di licenziamento del lavoratore (comma 4).
Il Comitato Interministeriale per il coordinamento della Politica Industriale (CIPI) a seguito dell'esame congiunto di acquirente, alienante, sindacati di categoria nazionali e aziendali previsto al comma 2, dichiara lo stato di crisi aziendale. I sindacati non appartengono a detto Comitato, che si riunisce a Roma e del quale sono membri esponenti di alcuni Ministeri o funzionari da essi delegati. La legge specifica l'obbligo di convocazione dei sindacati, ma non di un accordo aziendale in forma scritta. In altre parole, non chiarisce se il sindacato ha solo parere consultivo, non vincolante e di firma, in materia di dichiarazione dello stato di crisi.
La dichiarazione di stato di crisi, oppure la dichiarazione di fallimento, l'amministrazione controllata, la liquidazione coatta amministrativa autorizzano l'acquirente a rifiutare, in tutto o in parte, il trasferimento del personale assunto dall'alienante nella sede di lavoro. L'acquirente può quindi acquistare un sito produttivo, può individuare esuberi di personale oppure escludere quanti vi lavorano (comma 5). La legge non stabilisce, infatti, una definizione e un limite per il personale eccedentario dell'azienda, che "continui a rimanere, in tutto o in parte, alle dipendenze dell'alienante".

Il comma 5 disapplica le tutele previste dal Codice Civile (art. 2112): 
L'accordo sindacale può prevedere l'applicazione dell'art. 2112 del Codice Civile, e la ulteriore tutela del superminimo individuale e collettivo, in modo che il lavoratore conservi la sua retribuzione complessiva, in tutte le sue componenti. >I lavoratori che non passano all'acquirente hanno precedenza nelle sue assunzioni successive, in un periodo di almeno un anno oppure entro quello previsto dai contratti collettivi, se superiore a un anno. Ai lavoratori assunti dall'alienante in data successiva a quella del trasferimento non si applica l'art. 2112 del Codice Civile (comma 6).
Se non c'è un accordo sindacale, il combinato disposto dei commi 5 e 6 azzera i diritti stabiliti all'art. 2112 del Codice Civile: il comma 5 permette di disapplicarli nei confronti di quanti continuano il rapporto di lavoro con l'acquirente; il comma 6 nei confronti di quanti restano sotto l'alienante e passano poi alle dipendenze della nuova azienda. La tutela rimane solo nei confronti di quanti restano alle dipendenze dell'azienda alienante, durante e dopo il trasferimento di azienda; a queste persone rimane in ogni caso invariato il contratto firmato all'atto dell'assunzione.
La legge 428/1990, senza modificare direttamente l'art. 2112 del Codice Civile, introduce una fattispecie di applicazione in deroga. Il Codice Civile non prevede esplicitamente la tutela per tutti i lavoratori trasferiti, ma nemmeno la nega, mentre la 428/1990 ne limita ai soli che passano all'alienante alla data di trasferimento d'azienda. La 428 opera una restrizione della definizione di "trasferimento di azienda" ad una sola data, che segue un esame congiunto coi sindacati, mentre parla di ordinaria "assunzione" (comma 6) nel caso di trasferimento de facto di un'altra parte dei dipendenti dall'acquirente all'alienante successivamente a tale data. I lavoratori dichiarati eccedentari perdono, quindi, il diritto a conservare la propria retribuzione, sede di lavoro, mansione e inquadramento, sono a tutti gli effetti equiparati a dei neoassunti dal cessionario, con precedenti esperienze di lavoro, ma senza un diritto maggiore derivante dalla loro partecipazione alla società alienata.
La normativa non specifica se l'eventuale accordo sindacale debba fissare i criteri di scelta delle persone che restano in capo all'alienante e quelle trasferite all'acquirente, oppure la determinazione dei singoli nomi, e se il sindacato abbia quindi competenza in materia. Non sussiste obbligo e termine massimo di comunicazione del trasferimento di ramo d'azienda ai lavoratori diretti interessati.
Questa facoltà dell'acquirente di individuare degli esuberi, per poterli riassumere dopo la cessione di ramo d'azienda con un contratto non migliorativo, può costituire un modo per abbassare il costo del lavoro. I lavoratori con la più bassa retribuzione annua lorda (minor anzianità professionale, livello di inquadramento e superminimo) potrebbero essere i primi trasferiti in capo all'acquirente. Parte di quanti restano alle dipendenze dell'alienante potrebbe essere "riassunta" in data successiva al trasferimento, per poter proporre loro condizioni contrattuali peggiorative. Trattandosi di lavoratori con maggiore anzianità professionale, ma anche con maggiore età anagrafica, le difficoltà di ricollocamento nel mercato del lavoro possono indurre un'accettazione, seppure volontaria, di tali condizioni. Chi rifiutasse resterebbe alle dipendenze della vecchia azienda, che può però accordarsi con l'acquirente, di decidere un trasferimento di sede quale strumento di pressione su tali persone ad accettare il nuovo contratto.
L'individuazione di "personale eccedentario", per il quale l'acquirente nega il trasferimento di azienda, contrasta con la possibilità di riassunzione successiva alla data di trasferimento. La dichiarazione di uno stato di crisi aziendale comporta una riduzione del costo del lavoro. Se il trasferimento di azienda non è un motivo di licenziamento (comma 4), introduce una riduzione del costo del lavoro nella forma di una riduzione retributiva a parte del personale, dichiarato eccedentario e poi riassunto.